# パティ・デイヴィス
パトリシア・アン・デイヴィス（Patricia Ann Davis, 1952年10月21日 - ）は、アメリカ合衆国の女優、作家である。第40代アメリカ合衆国大統領のロナルド・レーガンとその2番目の妻のナンシー・レーガンの娘である。

## 生い立ち
パトリシア・アン・レーガン（Patricia Ann Reagan）は、1952年10月21日にカリフォルニア州ロサンゼルスのシダーズ＝シナイ・メディカル・センターでロナルドとナンシー・レーガン夫妻のあいだに生まれた。彼女はロン・レーガンの姉、マイケル・レーガンの養妹、モーリーン・レーガンの異母妹にあたる。彼女はベル・エアのジョン・トーマス・ダイ・スクールで小学校に通い、1970年にオーム・スクールを卒業した。彼女はノースウェスタン大学に入学し、創作と演劇を学んだ。その後さらに南カリフォルニア大学に2年間通った。彼女は独立したキャリアを積むために姓を母の旧姓であるデイヴィス（Davis）に改めた。彼女は父が大統領に就任する前から反核運動に取り組み、その任期中も活動を続けて論争を巻き起こし、家庭内での争いを生んだ。また父とは異なって彼女は共和党には批判的であり、これまでに所属したことが無い。

## キャリア
1980年代前半にデイヴィスはいくつかのテレビ番組に出演した後に初めて出版契約を結んだ。1986年に彼女は処女小説『大統領の令嬢』（Home Front）を発表した。自身の人生の要素を用いてこの物語を作り上げたため、小説は物議を醸し出し、彼女自身も広く批判を浴びた。小説第2作『Deadfall』の後に彼女は自伝『わが娘を愛せなかった大統領へ 虐待されたトラウマを癒すまで』（The Way I See It）を書き上げ、その中で家族のドラマや秘密を明かした。後に彼女はこの本で暴露した内容ではなく、その手段に関して後悔していると公に語った。
1994年7月号の『プレイボーイ』誌に全裸でポーズをとるデイヴィスの写真が掲載された。この号でデイヴィスは表紙も飾っており、『プレイボーイ』誌史上最も物議を醸したものの1つとなった。デイヴィスは2011年の『モア』など他誌でも写真が掲載されている。『プレイボーイ』はまた1994年7月号の補完としてVHSテープも出した。
父がアルツハイマー病と診断されると彼女は『長い長いさようなら アルツハイマーと闘った父、レーガン元大統領に捧げる手記』（The Long Goodbye）の執筆を開始し、2004年に出版された。その間に彼女は『ニューヨーク・タイムズ』、『ニューズウィーク』、『タイム』などで執筆を始めた。また彼女が書いたオリジナル脚本『Spring Thaw』はメリッサ・ギルバートとケン・ハワード出演の2007年のホールマーク・チャンネルのテレビ映画『Sacrifices of the Heart』となった。

## 私生活
1969年に彼女はジャーナリズムを学ぶためにオハイオ大学とノースウェスタン大学を受験し、後者に入学した。1970年代に彼女はイーグルスのギタリストのバーニー・レドンと同棲していた。この頃に母のナンシー・レーガンは未婚カップルとしてレドンと暮らしていた彼女を勘当していた。彼女とレドンはイーグルスのアルバム『呪われた夜』に収録された曲「安らぎによせて」を共作した。1980年代に彼女はティモシー・ハットンと交際し、さらにその後はピーター・ストラウスと2年間交際した。当時の彼女は夜のデートに時間制限があり、またシークレットサービスにデートを監視されることに不満を抱いたこともあったため、後に夫となるポール・グリリーとの交際を急がせた。1984年、ヨガのインストラクターで陰ヨガの創始者の1人であるグリリーと結婚した。両者は子供をもうけることなく1990年に離婚した。
デイヴィスは菜食主義者であり、また大麻の使用を違法とする法律に反対している。2011年に彼女はカリフォルニア大学ロサンゼルス校でビヨンド・アルツハイマーズを創設した。
2018年9月、『ワシントン・ポスト』紙に寄稿した記事で彼女は40年近く前にスタジオ・エグゼクティブから性的暴行を受けたことを明かした。これはクリスティン・ブラジー・フォードが最高裁判事候補のブレット・カバノーから性的暴行を受けたことを語ったのと同じ週に発表された。デイヴィスはブラジー・フォードが暴行容疑の詳細を覚えていないと批判されたことを受け、彼女を支援するためにこの記事を発表した。
2018年10月のピッツバーグのシナゴーグでの銃撃事件の後、デイヴィスは大統領のドナルド・トランプが悲劇の際に国民に慰めを与える事が出来ないと非難し、「彼に聞くのをやめよう!」と訴えかけた。
2019年8月、デイヴィスは『ワシントン・ポスト』に社説を書き、リチャード・ニクソンにより録音された1971年のニクソン大統領との電話会談で父が国連でアフリカの黒人について否定的なコメントをしたことを非難した。テープはその前日に公開された。デイヴィスは社説で「あの録音された電話での父の発言は弁明も合理化も適当な説明もない」と書いた。
2021年10月、1981年に父に対する暗殺未遂事件を起こしたジョン・ヒンクリー・ジュニアが完全に釈放されたことに対して軽蔑の意を表明した。これはヒンクリーへの許しを表明した養兄のマイケルとは異なる見解である。

## フィルモグラフィ

### 映画
| 年   | 日本語題 原題                                                    | 役名                   | 備考             |
| ---- | ---------------------------------------------------------------- | ---------------------- | ---------------- |
| 1981 | For Ladies Only                                                  | サンディ・グリーン     | テレビ映画       |
| 1983 | ピンク・パンサー5 クルーゾーは二度死ぬ Curse of the Pink Panther | ミシェル・ショーヴァン |                  |
| 1983 | Night Partners                                                   | ジャニス・タイラー     | テレビ映画       |
| 1989 | デッドフォール Tango & Cash                                      | リポーター             |                  |
| 1993 | The Last Party                                                   | N/A                    | ドキュメンタリー |

### テレビシリーズ
| 年         | 日本語題 原題                           | 役名                        | 備考                                               |
| ---------- | --------------------------------------- | --------------------------- | -------------------------------------------------- |
| 1979, 1986 | ラブ・ボート The Love Boat              | ブレンダ/シンディ           | 計2話出演                                          |
| 1979       | 白バイ野郎ジョン&パンチ CHiPs           | 受付                        | 第3シーズン第11話「トレーラー盗難事件」            |
| 1980       | ファンタジー・アイランド Fantasy Island | シャルマン                  | 第3シーズン第22話「My Fair Pharaoh」/「The Power」 |
| 1980       | ベガス Vegas                            | コニー / ベス               | 計2話出演                                          |
| 1981       | Nero Wolfe                              | ダナ・グローヴス            | 第10話「Gambit」                                   |
| 1982       | 探偵ハート&ハート Hart to Hart          | ローラ・ハンペル            | 第3シーズン第23話「災いを招く愛のコイン」          |
| 1982       | Romance Theatre                         | ジェーン                    | 計5話出演                                          |
| 1983       | Trapper John, M.D.                      | ジャネット・テイラー        | 第5シーズン第3話「All About Everett」              |
| 1983, 1985 | Simon & Simon                           | ベル・カーライル / ダイアナ | 計2話出演                                          |

## ビブリオグラフィ
- Home Front. Crown, 1986 ISBN 0-517-55952-8. (準小説)
  - 『大統領の令嬢』 矢倉尚子訳、集英社〈集英社文庫〉、1986年、ISBN 4-08-760124-2
- Deadfall. Crown, 1989. ISBN 0-517-57405-5. (小説)
- A House of Secrets. Carol, 1991. ISBN 1-55972-082-4. (準小説)
- The Way I See It: An Autobiography. Putnam, 1992. ISBN 0-399-13748-3.
  - 『わが娘を愛せなかった大統領へ 虐待されたトラウマを癒すまで』 玉置悟訳、ベストセラーズ、1996年、ISBN 4584182698
- Bondage. Simon & Schuster, 1994. ISBN 0-671-86953-1. (小説)
- Angels Don't Die: My Father's Gift of Faith. Harper Collins, 1995. ISBN 0-06-017324-6.
- The Long Goodbye. Knopf, 2004. ISBN 0-679-45092-0.
  - 『長い長いさようなら アルツハイマーと闘った父、レーガン元大統領に捧げる手記』 青木純子訳、竹書房、2005年、ISBN 4812425018
- Two Cats and the Woman They Own. Chronicle Books, 2006. ISBN 0-8118-5166-4.
- The Lives Our Mothers Leave Us. Hay House, 2009. ISBN 1401921620.
- Till Human Voices Wake Us. CreateSpace, KDP, 2013. ISBN 1483990044. (小説)
- The Blue Hour. CreateSpace, KDP, 2013. ISBN 1492144479. (小説)
- The Wit and Wisdom of Gracie. Huqua Press, 2014. ISBN 0-983812055
- The Earth Breaks in Colors. Huqua Press, 2014. ISBN 0-990696642 (小説)

## 関連文献
- Reagan, Nancy. My Turn: The Memoirs of Nancy Reagan (1989), with William Novak. H. W. Brands Reagan: The Life (2015) p. 743 says "she wrote one of the most candid and at times self-critical memoirs in recent American political history."